# Salassa tonkiniana
Salassa tonkiniana is een vlinder uit de familie nachtpauwogen (Saturniidae), onderfamilie Salassinae.
De wetenschappelijke naam van de soort is voor het eerst geldig gepubliceerd door Le Moult in 1933.